# 레나 게르케
레나 게르케(Lena Gercke, 1983년 6월 12일 ~ )는 독일의 모델, 사회자이다. 도전! 슈퍼모델 독일판 최초 우승자이자, 도전! 슈퍼모델 오스트리아 시즌 1~4의 사회자이다.